# Chleb kameleon
Chleb kameleon, (lub chleb andyjski), to słodki chleb typowy dla Wenezueli, w szczególności dla regionu Andów. 

## Charakterystyka i pieczenie
Chleb o gęstym, puszystym miękiszu oraz cienkiej, spieczonej i lekko chrupiącej skórce. Jest produkowany z mąki pszennej lub jęczmiennej, z dodatkiem mleka, jajek, cukru, drożdży, soli i smalcu, lub masła. Dodatkowo jest aromatyzowany ekstraktem waniliowym. Składniki miesza się z naturalnym zakwasem o płynnej konsystencji zwanym "talviną", przygotowanym wcześniej z mąki, wody, cukru i melasy. Ciasto powstałe w wyniku zmieszania składników zostaje pozostawione do wyrośnięcia, w temperaturze pokojowej ok. 27ºC, przez 18 do 24 godzin, lub do momentu gdy potroi swoją objętość. Następnie jest wyrabiane ręcznie, lub za pomocą maszyny z dwoma cylindrami zwanej "sobadora". Po wyrobieniu, uformowane bochenki są pieczone w temperaturze 170°C przez około 40 do 50 minut, lub do momentu, gdy temperatura wnętrza bochenków osiągnie około 92ºC – 94ºC. 
Według artykułu w wenezuelskiej gazecie La Nación, andyjski chleb, chleb kameleon ma swoje korzenie w stanie Táchira, w pobliżu San Cristóbal, i El Cobre.
6 grudnia 2022 został wpisany na Listę Gastronomicznego Dziedzictwa Kulturowego regionu Táchiry.

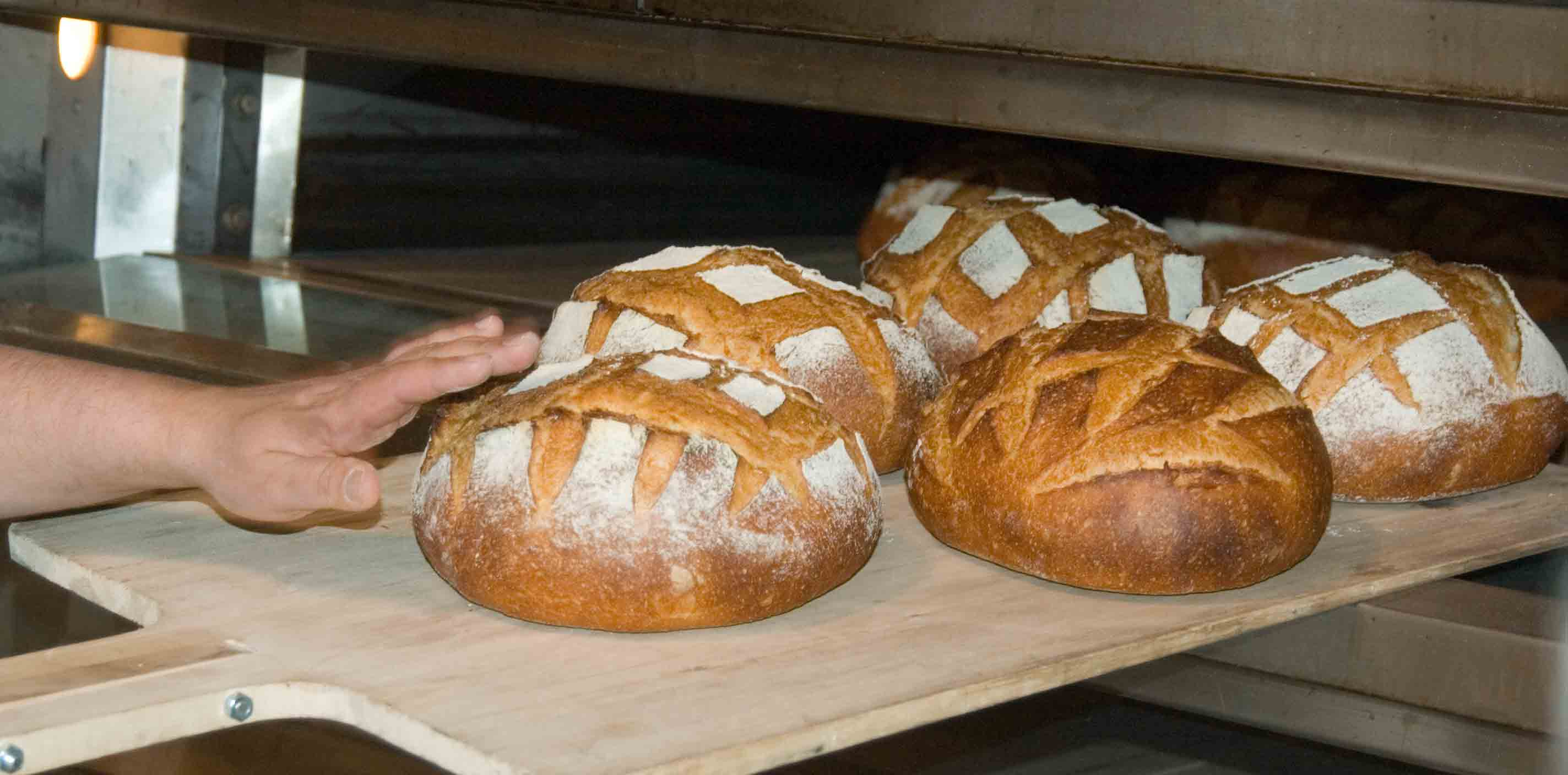
Świeżo upieczony chleb.
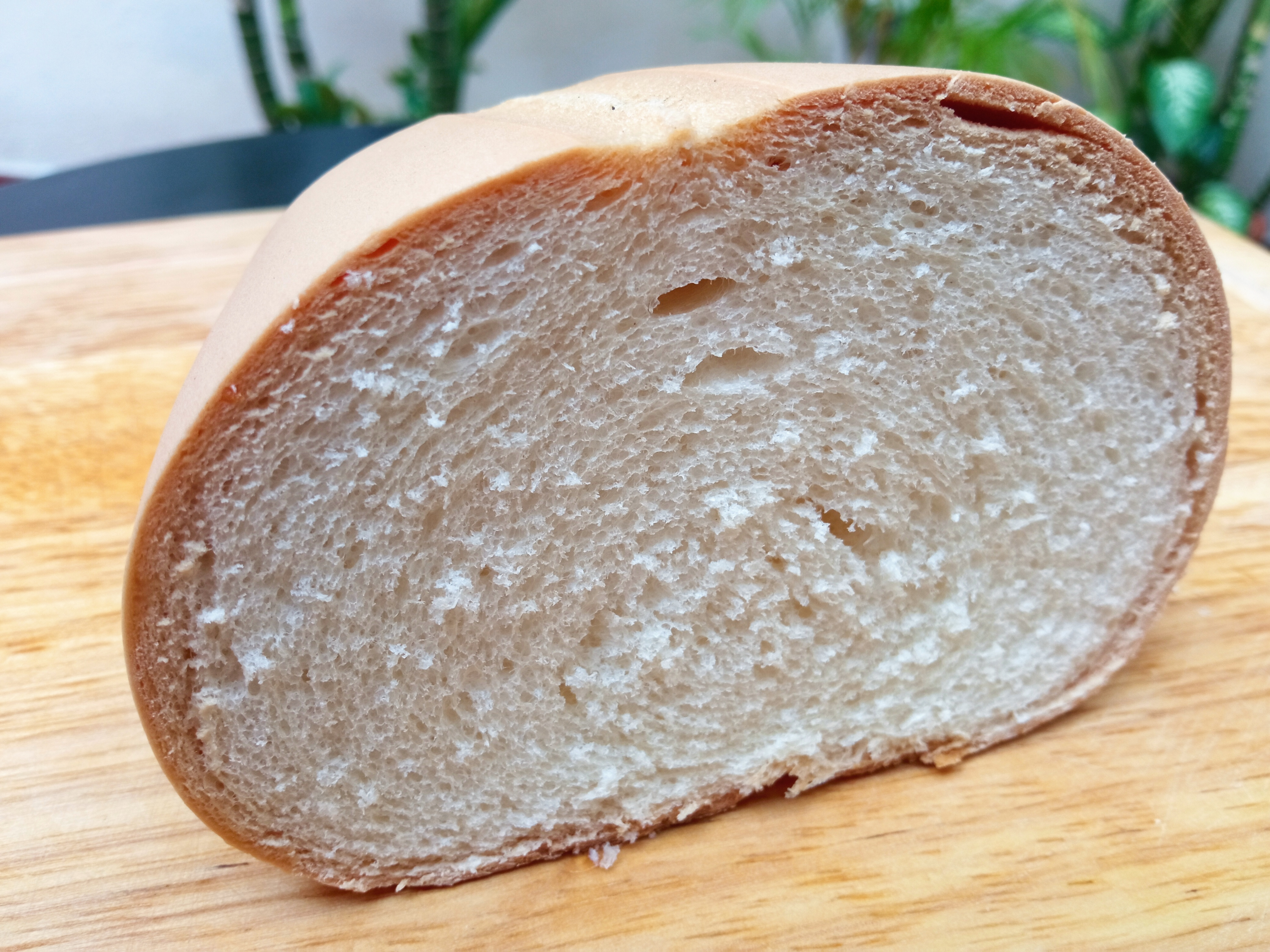
Chleb kameleon w przekroju